# Gobio coriparoides
Gobio coriparoides és una espècie de peix cipriniforme de la família dels ciprínids de la Xina.